# تلفاسا

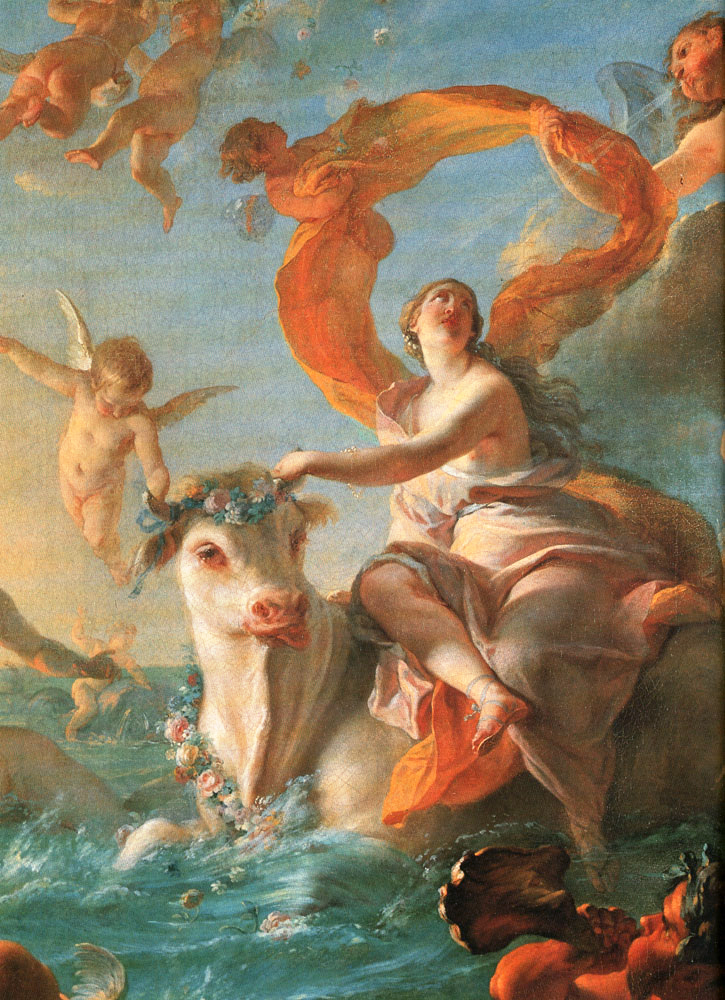
تلفاسا

تلفاسا، که گاهی تِلِفه نیز خوانده می‌شود، در اساطیر یونانی لقبی برگرفته از ماه است که به معنی بسیار درخشنده می‌باشد. این لقب، به همسر آگنور، آرگیوپ، نسبت داده شده است.
برخی منابع، تلفاسا را به عنوان دختر نیلوس، خدای رود نیل و یکی از اوکئانیدها معرفی کرده‌اند. او فرزندان بسیاری داشت که از آن جمله می‌توان به ائوروپه، کلیکس، کادموس، تاسوس (که نام خود را بر جزیرهٔ ساموثراکی نهاد) و فینیکس اشاره کرد. بعضاً تاسوس را نوه‌اش (فرزند کلیکس) دانسته‌اند. شوهر او، آگنور یا شاید فینیکس (در منابعی که کادموس و ائوروپه را فرزندان فینیکس معرفی می‌کنند) بود.
یک روز زئوس، ائوروپه، دختر تلفاسا، را در حال جمع‌آوری گلها دید. زئوس، او را به شکل گاو سفیدی در آورده، به جزیرهٔ کرت انتقال داد. در آنجا، ائوروپه، هویت واقعی خود را فاش ساخت و تبدیل به نخستین ملکهٔ کرت شد. تلفاسا به همراه پسر خود، کادموس، به جستجوی دختر گمشده‌اش برآمد. آنها به جزایر رودس و سانتورینی و در نهایت تراکیه سفر کردند. تلفاسا در تراکیه، بیمار شد و درگذشت. بعد از دفن مادر، کادموس به وسیلهٔ ساکنین تراکیه به شخصی به نام وخشور، از اهالی دلفی، معرفی شد. وخشور به کادموس توصیه کرد که به سفر خود ادامه دهد تا زمانی که به یک گاو برخورد کند؛ سپس این گاو را تا آنجایی که به یک شهر برسد و در آنجا بنشیند، دنبال کند. این شهر، به تبس معروف شد. کلیکس، برادر دیگر ائوروپه، نیز به دنبال خواهرش تا سرزمینی در آسیای صغیر که کیلیکیه نامیده شد، پیش رفت.